# Youngster Coast Challenge
Die Youngster Coast Challenge ist ein Straßenradrennen für U23-Männer in Belgien.

## Geschichte
Das Eintagesrennen ist das U23-Rennen von Bredene Koksijde Classic und wird am selben Tag wie das Elite-Rennen ausgetragen. Erstmals fand das Rennen in der Saison 2014 unter dem Namen Handzame Challenge statt, in Anlehnung an den damaligen Namen des Elite-Rennens Handzame Classic. Seit der Saison 2019 trägt es seinen aktuellen Namen und ist in die UCI-Kategorie 1.2U eingestuft.

## Palmarès
| Jahr                           | Sieger           | Zweiter           | Dritter             |
| ------------------------------ | ---------------- | ----------------- | ------------------- |
| 2014                           | Rob Leemans      | Joeri Calleeuw    | Benjamin Declercq   |
| 2015                           | Julien Kaise     | Stef Van Zummeren | Benjamin Declercq   |
| 2016                           | Bram Welten      | Christophe Noppe  | Jochen Deweer       |
| 2017                           | Franklin Six     | Reto Müller       | Charlie Arimont     |
| 2018                           | Sasha Weemaes    | Matthew Walls     | Thimo Willems       |
| 2019                           | Niklas Märkl     | Jarne Van de Paar | Alexander Salby     |
| 2020 und 2021 keine Austragung |                  |                   |                     |
| 2022                           | Jensen Plowright | Paul Penhoët      | Davide Persico      |
| 2023                           | Warre Vangheluwe | Alec Segaert      | Gianluca Pollefliet |
| 2024                           | Niklas Behrens   | Ramses Debruyne   | Tim Torn Teutenberg |
| 2025                           | Sente Sentjens   | Emmanuel Houcou   | Liam Van Bylen      |